# يوريبرا شيداي
يوريبرا شيداي (الاسم العلمي Eurybrachidae) الاسم العلمي مشتق من اليونانية ευρος وβραχυς ويعني «العريض» و«القصير»، هي فصيلة صغيرة من الفلقورينات، وتنتشر أنواعها في أجزاء من آسيا
وأستراليا وأفريقيا، وهي لافتة للنظر بسبب قدرتها على التنكر.
وهي حشرات متوسطة الحجم، عادة ماتترواح من 1 إلى 3 سم عندما تكون بالغة.

## أصنوفات
الأصنوفات الأدنى لهذا الكائن:
- كود سباركل
- تحديث القائمة

جنس:Amychodes 
اسم علمي: Amychodes

جنس:Ancyra 
اسم علمي: Ancyra

جنس:Aspidonitys 
اسم علمي: Aspidonitys

جنس:Dardus 
اسم علمي: Dardus

جنس:Elthenus 
اسم علمي: Elthenus

جنس:Euronotobrachys 
اسم علمي: Euronotobrachys

جنس:Eurybrachys 
اسم علمي: Eurybrachys

جنس:Fletcherobrachys 
اسم علمي: Fletcherobrachys

جنس:Frutis 
اسم علمي: Frutis

جنس:Gastererion 
اسم علمي: Gastererion

جنس:Gedrosia 
اسم علمي: Gedrosia

جنس:Gelastopsis 
اسم علمي: Gelastopsis

جنس:Hackerobrachys 
اسم علمي: Hackerobrachys

جنس:Loisobrachys 
اسم علمي: Loisobrachys

جنس:Loxocephala 
اسم علمي: Loxocephala

جنس:Lyncilia 
اسم علمي: Lyncilia

جنس:Macrobrachys 
اسم علمي: Macrobrachys

جنس:Maeniana 
اسم علمي: Maeniana

جنس:Mesonitys 
اسم علمي: Mesonitys

جنس:Messena 
اسم علمي: Messena

جنس:Metoponitys 
اسم علمي: Metoponitys

جنس:Neoplatybrachys 
اسم علمي: Neoplatybrachys

جنس:Nesiana 
اسم علمي: Nesiana

جنس:Nicidus 
اسم علمي: Nicidus

جنس:Nirus 
اسم علمي: Nirus

جنس:Olonia 
اسم علمي: Olonia

جنس:Parancyra 
اسم علمي: Parancyra

جنس:Paropioxys 
اسم علمي: Paropioxys

فُصيلة:Platybrachinae 
اسم علمي: Platybrachinae

جنس:Platybrachys 
اسم علمي: Platybrachys

جنس:Purusha 
اسم علمي: Purusha

جنس:Ricanocephalus 
اسم علمي: Ricanocephalus

جنس:Thessitus 
اسم علمي: Thessitus

جنس:Usambrachys 
اسم علمي: Usambrachys

جنس:Yarrana 
اسم علمي: Yarrana